# Iraqw
L'iraqw és una llengua cuixítica meridional parlada per unes 462.000 persones (2001) a la regió d'Aruixa, al nord-est de Tanzània.